# 金浦郵便局
金浦郵便局（このうらゆうびんきょく）は、秋田県にかほ市にある郵便局。
かつては郵便区番号「018-03」の配達を受け持つ集配郵便局であったが、現在は仁賀保郵便局に移管され無集配郵便局となっている。

## 概要
住所：〒018-0311 秋田県にかほ市金浦金浦105

## 沿革
- 1880年（明治13年）7月1日 - 五等郵便局として開局[1]。
- 1882年（明治15年） - 四等郵便局となる[1]。
- 1885年（明治18年）10月1日 - 貯金預所設置[2]。
- 1886年（明治19年）
  - 4月15日 - 貯金預所廃止[3]。
  - 4月26日 - 三等郵便局となる[4]。
- 1891年（明治24年）12月1日 - 貯金事務開始（老方郵便局から継承）[5]。
- 1894年（明治27年）1月1日 - 郵便為替事務開始[6]。
- 1899年（明治32年）4月1日 - 電信為替事務開始[7]。
- 1900年（明治33年）2月1日 - 小包郵便取扱開始[8]。
- 1903年（明治36年）12月21日 - 電信事務開始[9]。
- 1912年（大正元年）12月1日 - 電話通話事務開始[10]。
- 1922年（大正11年）6月30日 - 陸羽西線（現羽越本線）象潟-羽後本荘間開通に伴い鉄道郵便線路開通、その受渡局となる[11]。
- 1925年（大正14年）7月21日 - 特設電話加入申請受理開始[12]。
- 1926年（大正15年）2月1日 - 電話交換業務開始、託送電報も取扱う[13]。
- 1936年（昭和11年）1月21日 - 集配区内に羽後小出郵便局（三等、無集配）開局[14]。
- 1937年（昭和12年）
  - 5月11日 - 羽後小出郵便局にて電話事務開始[15]。
  - 8月26日 - 羽後小出郵便局にて電話交換業務開始[16]。
- 1956年（昭和31年）1月21日 - 風景入通信日附印使用開始[17]。
- 1965年（昭和40年）10月1日 - 羽後小出郵便局が小出郵便局に改称[18]。
- 1971年（昭和46年）4月21日 - 小出郵便局にて電話交換業務廃止、本荘電報電話局に移管[19]。
- 1975年（昭和50年）3月26日 - 電話交換及び和文電報配達業務廃止、象潟電報電話局に移管[20]。
- 1978年（昭和53年）8月10日 - 小出郵便局にて風景入通信日附印使用開始[21]。
- 1984年（昭和59年）2月1日 - 鉄道郵便受渡廃止[22]。
- 2003年（平成15年）10月20日 - 金浦町金浦十二林23-4から同町金浦金浦105に移転[23]。
- 2005年（平成17年）10月1日 - 金浦町が合併し、にかほ市の郵便局となる[24]。
- 2007年（平成19年）3月5日 - 集配業務の全部を仁賀保郵便局に移管、無集配局となる。

## 周辺
- にかほ市金浦公民館